# برند پاتسکه
برند پاتسکه (به آلمانی: Bernd Patzke) بازیکن فوتبال و مدافع اهل آلمان است که از سال ۱۹۶۵ میلادی عضو تیم ملی فوتبال آلمان بوده‌است. وی در ۲۴ بازی ملی حضور داشته است و آخرین بازی ملی خود را در سال ۱۹۷۱ میلادی انجام داد. برند پاتسکه در بازی‌های ملی‌اش گلی به ثمر نرساند.